# Louvroil
Louvroil é uma comuna francesa na região administrativa de Altos da França, no departamento do Norte. Estende-se por uma área de 5.9 km². Em 2010 a comuna tinha 6 444 habitantes (densidade: 1 092,2 hab./km²).